# Laphria notabilis
Laphria notabilis là một loài ruồi trong họ Asilidae. Laphria notabilis được Walker miêu tả năm 1857. Loài này phân bố ở miền Ấn Độ - Mã Lai.